# 東須磨車庫

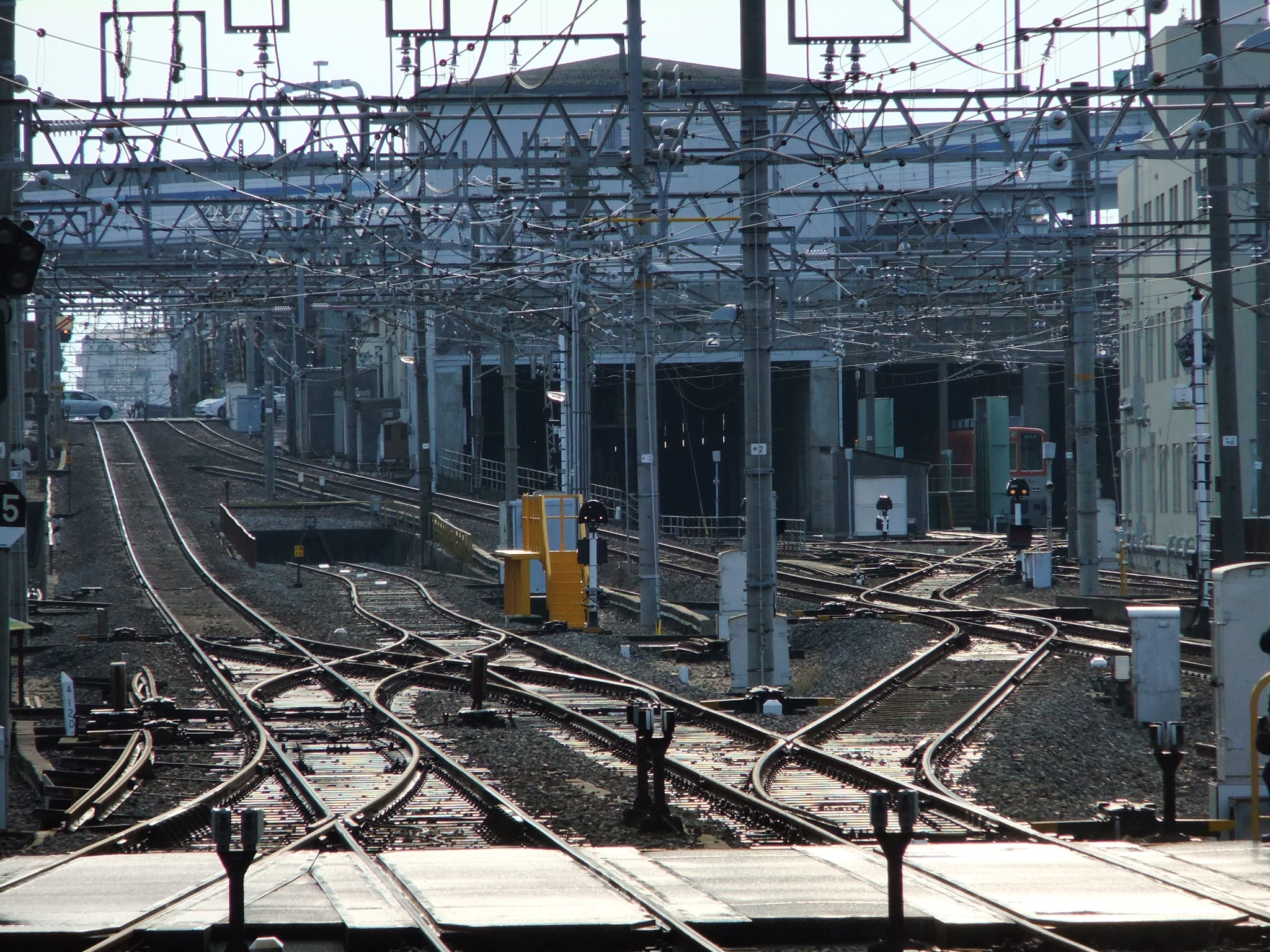
東須磨車庫

東須磨車庫（ひがしすましゃこ）は、兵庫県神戸市須磨区若木町2丁目に所在する山陽電気鉄道の車両基地である。本線東須磨駅西方と月見山駅の間、線路北側に並行して敷地がある。

## 概要
検車機能を持つ留置線7本と、洗車線1本を持つ。当車庫の出入庫線付近から西方の月見山寄りにかけて上り傾斜の中を切り欠いて車庫用地としたため、月見山寄りは地下構造となっている。過去地下部分の上にはスイミングスクールがあり、開設された当時は山陽電気鉄道の系列会社が運営していたが、廃業解体後にタイムズ須磨若木町として貸し駐車場になっている。
山陽電気鉄道の前身の兵庫電気軌道時代から西代駅西側に西代車庫があったが、元々、軌道線の車庫として開設されたため長編成に対応できないことから、当車庫に移転した。現在西代車庫の跡地は山陽電気鉄道本社やマンション、ショッピングセンターとして利用されている。